# Codex Speculum
Der Codex Speculum (oder Speculum Ps Augustine) ist eine Handschrift des Neuen Testaments aus dem 5. Jahrhundert.
Sie enthält den gesamten Text außer dem 3. Brief des Johannes, dem Brief an die Hebräer und dem Philemonbrief in der älteren Übersetzung der Vetus Latina (Itala). Außerdem sind Teile des Briefes an die Laodizener enthalten.
Die Handschrift besteht aus 154 Vellumblättern, die in Unzialen beschrieben sind und dem westlichen Texttyp in der Itala-Rezension folgen.
Der Codex Speculum wurde 1843 erstmals von Kardinal Angelo Mai publiziert, der ihn noch in der Biblioteca Sessoriana bei Santa Croce in Gerusalemme (Rom) benutzte.